# 长春农安经济开发区
长春农安经济开发区，原名长春合隆经济开发区，是位于吉林省长春市农安县合隆镇的一个省级经济开发区。

## 历史
1992年，长春市人民政府决定在农安县合隆镇建立市级经济开发区。2003年，吉林省人民政府决定升级长春合隆经济开发区为省级经济开发区。2005年，长春合隆经济开发区在行政上划归宽城区，而财政、税收等各项工作仍由农安县代管。2013年5月，经吉林省编制委员会批准，长春合隆经济开发区正式更名为长春农安经济开发区。

## 自然状况
长春市农安县合隆镇面积200平方公里，镇中心距长春市中心25公里。2013年，长春农安经济开发区修改规划，其规划面积由7.15平方公里扩大至18平方公里，分为南北两个区域：
- 北区面积4.8平方公里，北至合隆镇镇域边界，南至甲二路，西至乙一街，东至乙五街；
- 南区面积13.2平方公里，建成区面积12平方公里，东至凯旋北路，西至旺隆大街，南至华能路，北至乙三路。

## 区划
长春农安经济开发区代管1个镇、1个街道，共计19个村、2个社区。其常住人口达10万人，其中城镇人口6万人。

## 机构设置
- 党群办公室（包括组织、宣传、纪检、工会、共青团、妇联、人事等）
- 行政办公室（文秘、网站、接待、通知、档案、会务等）
- 社会事务管理办公室（包括教育、卫生、计生、文化、广播、民政、劳动保障所、司法所、综治办、信访办、自来水等）
- 农业和农村管理办公室（包括农业、农机、畜牧、水利、经管、林业、新农村建设等）
- 财政局
- 规划建设局（包括乡建规划、房产等）
- 国土分局
- 综合执法局（含城管、环卫）
- 经济发展局（包括企业办、发改、环保等）